# 아소카 (영화)
《아소카》(Asoka)는 인도에서 제작된 산토시 시반 감독, 각본의 2001년 서사 시대극 영화이다. 기원전 3세기 인도 아대륙 대부분을 통치하였던 마우리아 왕조의 황제 아소카의 젊은 시절을 드라마화한 영화이다.
샤루크 칸, 카리나 카푸르, 대니 덴종파 등이 주연으로 출연하였다. 칸, 주히 차울라, 라디카 산고이(Radhika Sangoi)가 제작에 참여하였다.
이 영화는 영국, 북아메리카에 폭넓게 상영되었으며 베네치아 국제 영화제, 2001 토론토 국제 영화제에서도 상영이 선정되었고 해당 영화제에서 긍정적인 반응을 얻었다. 이 영화는 비평가들로부터 찬사를 받았으나 박스오피스에서의 성적은 부실하였다.

## 출연
- 샤루크 칸
- 카리나 카푸르
- 대니 덴종파
- 글로브 트레커
- 슈웨타 메논

## 기타
- 미술: 사부 시릴

## 같이 보기
- 시대극 영화 목록